# Якоб, Теуку
Теуку Якоб (индон. Teuku Jacob; 6 декабря 1929, Пёрёла, Ачех — 17 октября 2007, Джокьякарта) — индонезийский учёный-антрополог, ректор университета Гаджа Мада в 1981—1986 годах. Участник борьбы за независимость Индонезии, депутат Народного консультативного конгресса в 1982—1987 годах, кавалер ордена Звезды Махапутра, лауреат медали Поля Брока Национального центра научных исследований (Франция).

## Биография
Теуку Якоб родился в 1929 году в Пёрёле на северной оконечности Суматры (в то время — Нидерландская Ост-Индия). После Второй мировой войны Якоб принимал активное участие в индонезийском освободительном движении, в частности будучи ведущим националистических радиопрограмм на протяжении четырёхлетней борьбы Индонезии за независимость.
С 1953 года Якоб, учившийся в джокьякартском университете Гаджа Мада, работал там же сначала ассистентом преподавателя анатомии на медицинском факультете, затем ассистентом на кафедре антропологии. Он окончил университет Гаджа Мада в 1956 году, продолжив образование в Аризонском университете и Говардском университетах в США и в Утрехтском университете в Нидерландах, где защитил докторскую диссертацию в 1968 году, но затем вернулся в университет Гаджа Мада. Самостоятельную исследовательскую работу начал в 1962 году на раскопках в Сангиране, до этого успев поработать с известным палеоантропологом Густавом фон Кёнигсвальдом. С 1973 по 1975 год Якоб был секретарём медицинского факультета университета Гаджа Мада, с 1975 по 1979 год — его деканом, а с 1981 по 1986 год занимал пост ректора университета. На протяжении научной карьеры Якоб внёс значительный вклад в развитие палеоантропологии в Индонезии (в его некрологе в журнале Science профессор Чикагского университета Расселл Таттл говорит, что «он и был индонезийской палеоантропологией в течение долгого времени»). Благодаря ему в Индонезии были найдены новые окаменелости человека прямоходящего, им были разработаны система нумерации человеческих окаменелостей и критика теории доисторического каннибализма. Помимо Сангирана, где под его руководством были совершены десятки важных находок, Якоб также возглавлял работы на более новом археологическом раскопе в Самбунгмакане.
В последние годы жизни, уже после официального выхода на пенсию, Якоб продолжал работу в лабораториях университета Гаджа Мада. В это время новое внимание к нему оказалось привлечено в результате скандала вокруг останков представителей предполагаемого ископаемого человеческого вида — Homo floresiensis. Якоб, бывший принципиальным противником этой теории и настаивавший, что на индонезийском острове Флорес обнаружены всего лишь останки представителей низкорослой субрасы человека разумного, входящей в австрало-меланезийскую расу, изъял практически все найденные кости и продержал их у себя несколько месяцев. Затем кости были возвращены частично поломанными, со следами надрезов и неудачной склейки. Работник лаборатории Якоба сообщил, что повреждения были результатом попыток сделать слепки с хрупких костей. После этого пещера Лианг-Буа, где были найдены кости, была на два года закрыта правительством Индонезии для любых раскопок.
Помимо научной, Теуку Якоб вёл также политическую деятельность. С 1982 по 1987 год он был депутатом Народного консультативного конгресса, а в 2002 году стал кавалером ордена Звезды Махапутра V степени. Его научные регалии включают премию за научные исследования Индонезийской медицинской ассоциации (1984), медаль Поля Брока Национального центра научных исследований (Франция, 1980), золотую медаль Индийского совета альтернативной медицины (1993) и премию имени Хаменгкубувоно IX (Индонезия, 1997).
Теуку Якоб умер в 2007 году в Джокьякарте от обострения застарелой болезни печени, оставив после себя вдову Нураини и дочь Нилу Нурилани. Он похоронен на кладбище университета Гаджа Мада.